# Sân bay Vitoria
Sân bay Vitoria (IATA: VIT, ICAO: LEVT) là một sân bay gần Vitoria-Gasteiz, ở Xứ Basque của Tây Ban Nha. Sân bay này có 1 đường băng dài 3500 m bề mặt bê tông.

## Các hãng hàng không và các tuyến điểm
- Iberia
  - Iberia do Air Nostrum cung ứng (Barcelona, Madrid)
- NordJet bay thuê bao dịch vụ

### Các hãng vận tải hàng hóa
- British Airways World Cargo
- DHL Air
- European Air Transport
- FedEx Express
- Star Air (Maersk Air)
- UPS Airlines